# Fuirena incompleta
Fuirena incompleta är en halvgräsart som beskrevs av Christian Gottfried Daniel Nees von Esenbeck. Fuirena incompleta ingår i släktet Fuirena och familjen halvgräs. Inga underarter finns listade i Catalogue of Life.